# Endemisme
En biologia, un endemisme és aquell tàxon propi i autòcton d'una contrada concreta. Un tàxon pot designar una espècie o una altra categoria taxonòmica (tant pot ser superespecífica, com ara una família, com pot ser subespecífica, com ara una subespècie). Els endemismes poden ser d'origen recent (esquizoendemisme) o ser molt antics (paleoendemisme). En general, es considera recent aquell tàxon que s'ha originat en una determinada àrea geogràfica durant el Quaternari, l'era actual. Els tàxons que encara hi ha en una determinada àrea originats en anteriors eres geològiques són els paleoendemismes. Un dels sistemes més acceptats avui dia per a determinar i classificar els endemismes és el proposat per Favarger i Contandriopoulos (1961) basat en el nivell de ploïdia.

## Exemples d'endemismes
Un endemisme típic és el linx ibèric, propi de la península Ibèrica, i les girafes, que únicament habiten en les regions semidesèrtiques del sud del Sàhara, o la sequoia gegant, que només es troba en la Sierra Nevada californiana.
Les illes, donat el seu aïllament, són llocs amb una elevada taxa d'endemismes. Així, Austràlia, que no ha tingut contacte amb la resta de terres emergides des de fa més de 50 milions d'anys, posseeix una flora i una fauna exclusives i molt distinta de la resta del món. La meitat de les aus de Papua Nova Guinea i la meitat dels mamífers que habiten Filipines són endèmics. En aquest sentit destaca Madagascar; tots els seus amfibis són endèmics, el 90% dels seus rèptils (la meitat de les espècies de camaleons del planeta), el 55% dels seus mamífers (com els lemurs i les fosses) i el 50% de les seves aus són endemismes, i aproximadament el 80% les seves plantes no habiten en cap altra regió el món. El 95% de les espècies de peixos dels Grans Llacs africans són endèmiques. Les illes volcàniques, que mai han estat en contacte amb el continent són especialment riques en espècies endèmiques; les espècies que les habiten són descendents de les que van arribar accidentalment en temps passats i van poder adaptar-se. En són excel·lents exemples les Illes Hawaii o les Illes Galàpagos (que van inspirar Darwin la seva famosa teoria de l'evolució i, a Espanya, les Illes Canàries, amb 500 espècies de plantes endèmiques i en concret l'illa de Tenerife, que presenta la major relació d'endemismes florístics de la regió macaronèsica, solament superada per Madagascar i Austràlia.
Un cas extrem d'endemisme és el de Cyprinodon diabolis, que habita exclusivament en un únic pou d'aigües termals del Parc Nacional del Vall de la Mort. En el recompte que es va fer l'any 2014 es van comptabilitzar trenta-cinc exemplars.

## Amenaces per les regions altament endèmiques
Algunes de les principals amenaces per aquests ecosistemes especials són:
- Tala d'arbres a gran escala
- La destrucció de l'hàbitat o la vegetació, que posa en perill les espècies endèmiques